# Hanna Miščenko
Hanna Valeriïvna Miščenko (in ucraino Ганна Валеріївна Міщенко?; 25 agosto 1983) è una mezzofondista ucraina, specializzata negli 800 e nei 1500 metri piani.

## Biografia
Ha vinto la medaglia di bronzo sui 1500 m ai campionati europei di atletica leggera 2012, tagliando il traguardo dopo le due atlete turche Aslı Çakır Alptekin e Gamze Bulut.
Nel 2011 ha vinto l'argento alle Universiadi di Shenzhen, sempre sui 1500 m, giungendo anche allora alle spalle di Aslı Çakır Alptekin.
In precedenza aveva raggiunto, sulla stessa distanza, la finale alle Olimpiadi di Pechino 2008, chiusa al nono posto.
Nel 2016, fu squalificata per due anni per violazioni nel passaporto biologico e le fu tolta la medaglia conquistata gli europei del 2012

## Palmarès
| Anno | Manifestazione  | Sede       | Evento       | Risultato  | Prestazione | Note                          |
| ---- | --------------- | ---------- | ------------ | ---------- | ----------- | ----------------------------- |
| 2008 | Giochi olimpici | Pechino    | 1500 m piani | 9ª         | 4'05"13     | Miglior prestazione personale |
| 2009 | Mondiali        | Berlino    | 1500 m piani | Semifinale | 4'11"02     |                               |
| 2010 | Europei         | Barcellona | 1500 m piani | 9ª         | 4'07"22     |                               |
| 2011 | Universiadi     | Shenzhen   | 1500 m piani | Oro        | 4'05"91     |                               |
| 2011 | Mondiali        | Taegu      | 1500 m piani | Semifinale | 4'09"78     |                               |
| 2012 | Europei         | Helsinki   | 1500 m piani | dq         | dq          |                               |
| 2012 | Giochi olimpici | Londra     | 1500 m piani | Batteria   | 4'13"63     |                               |
| 2014 | Europei         | Zurigo     | 1500 m piani | Batteria   | 4'14"24     |                               |